# رود ژیزدرا
رود ژیزدرا (به لاتین: Zhizdra) یک رود در روسیه است که در استان کالوگا واقع شده‌است.